# Terpkerk (Burum)
De Terpkerk van Burum is een kerkgebouw in de gemeente Noardeast-Fryslân in de Nederlandse provincie Friesland.

## Beschrijving
In 1784 werd de hervormde kerk gebouwd op de plaats van een romaanse kerk met zadeldaktoren die gedurende een periode in handen was van het klooster Jeruzalem. De driezijdig gesloten zaalkerk met rondboogvensters en een geveltoren is een rijksmonument. De luidklok (1756) is gegoten door Johan Christiaan Borchhard. Tot de kerkinventaris behoren een doophek (1630), een preekstoel (1754) en negen dubbele herenbanken. Het orgel uit 1876 is gebouwd door Petrus van Oeckelen.

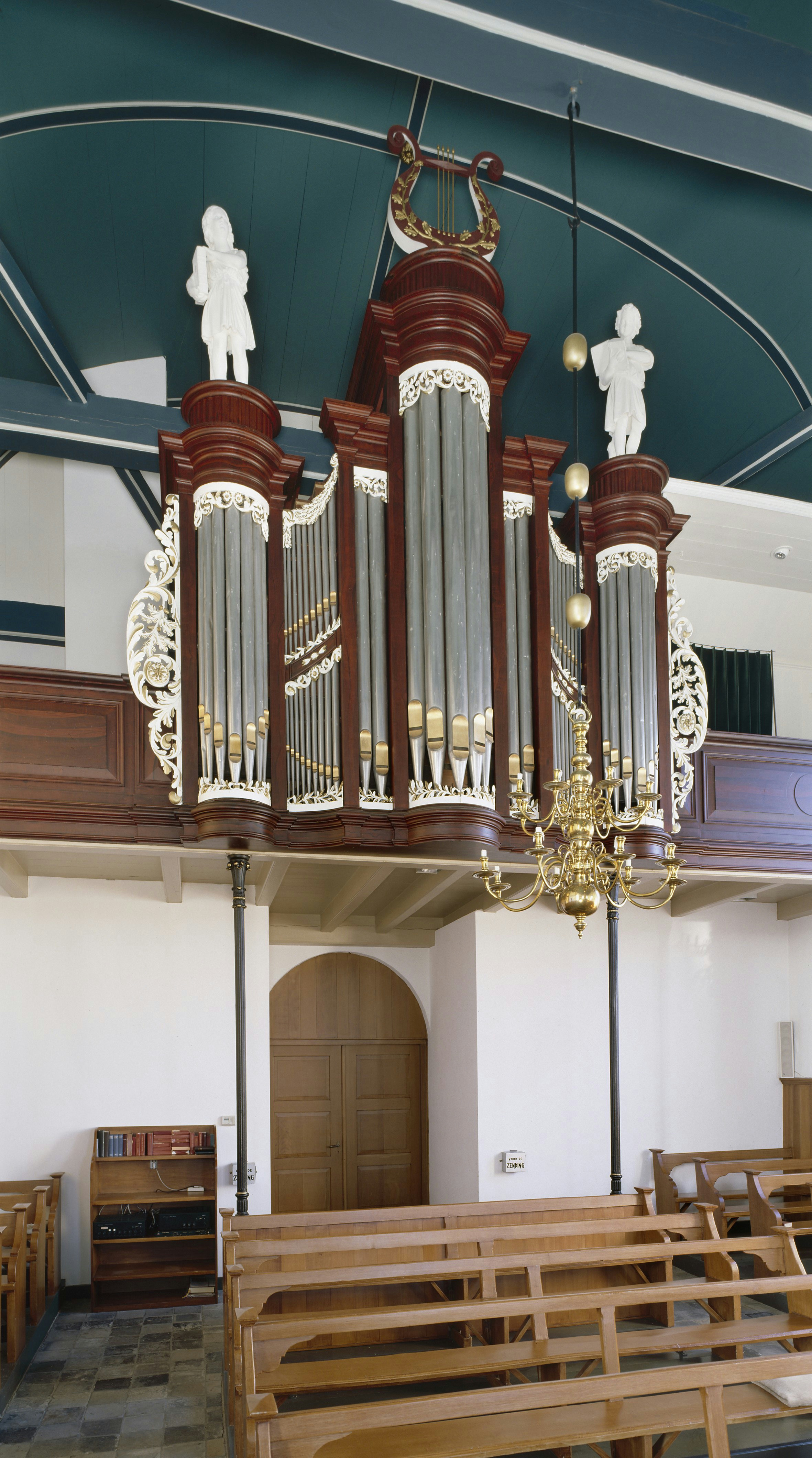
Interieur met orgel (2005)
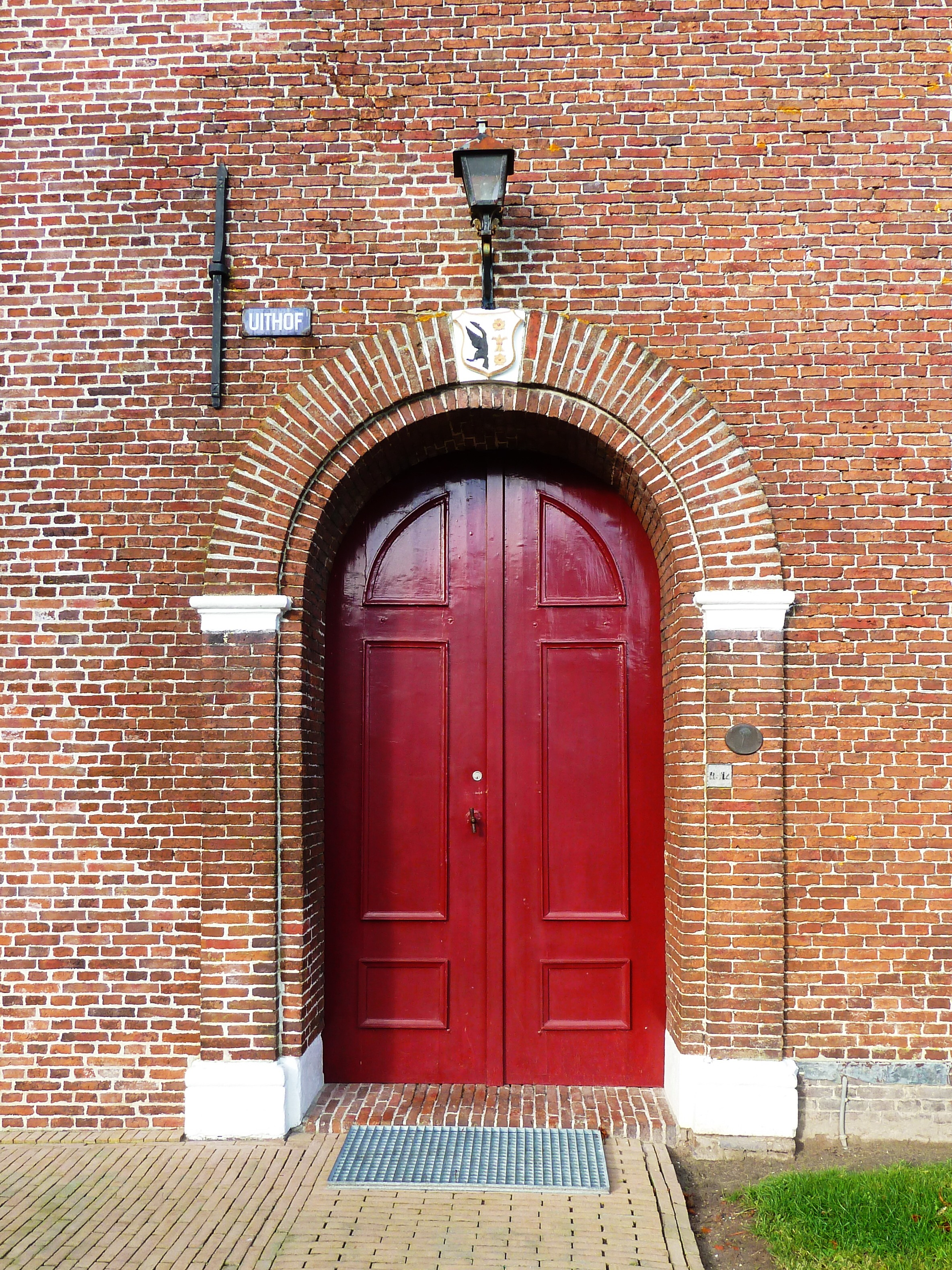
Ingang
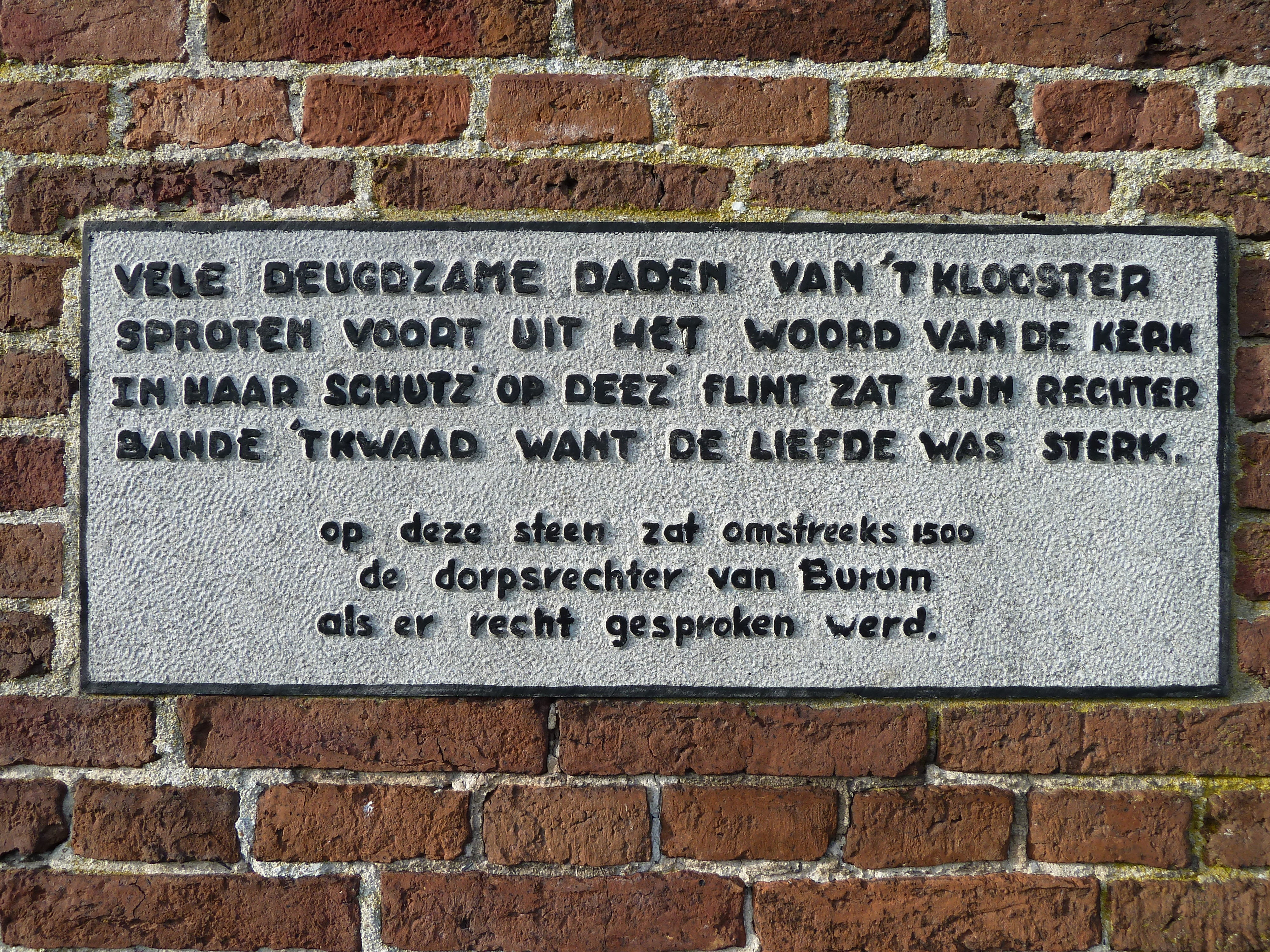
Gevelsteen